# Église Saint-Germain-et-Saint-Benoît de Saint-Germain-en-Brionnais
L'église Saint-Germain-et-Saint-Benoît est une église romane située sur le territoire de la commune de Saint-Germain-en-Brionnais dans le département français de Saône-et-Loire en région Bourgogne-Franche-Comté.

## Historique

### Origine de l'église
L'église date de la fin du XIe siècle.Le chantier commença par le chœur, les deux travées occidentales ne furent achevées qu'au début du XIIIe siècle.

L'origine de l'église à la fondation d'un prieuré de chanoines réguliers de Saint-Augustin, en 1095, à l'initiative de l'Evêque d'Autun, Aganon, aidés par les seigneurs voisins de Dyo. Ce prieuré fut rattaché à celui de Saint-Sernin. 
Il ne reste rien des bâtiments conventuels détruits en 1569 lors des guerres de Religion. 
Le clocher fait l'objet d'une inscription au titre des monuments historiques depuis le 29 octobre 1926, les autres parties de l'église faisant l'objet d'un classement depuis le 13 mars 1930.

### Vocable

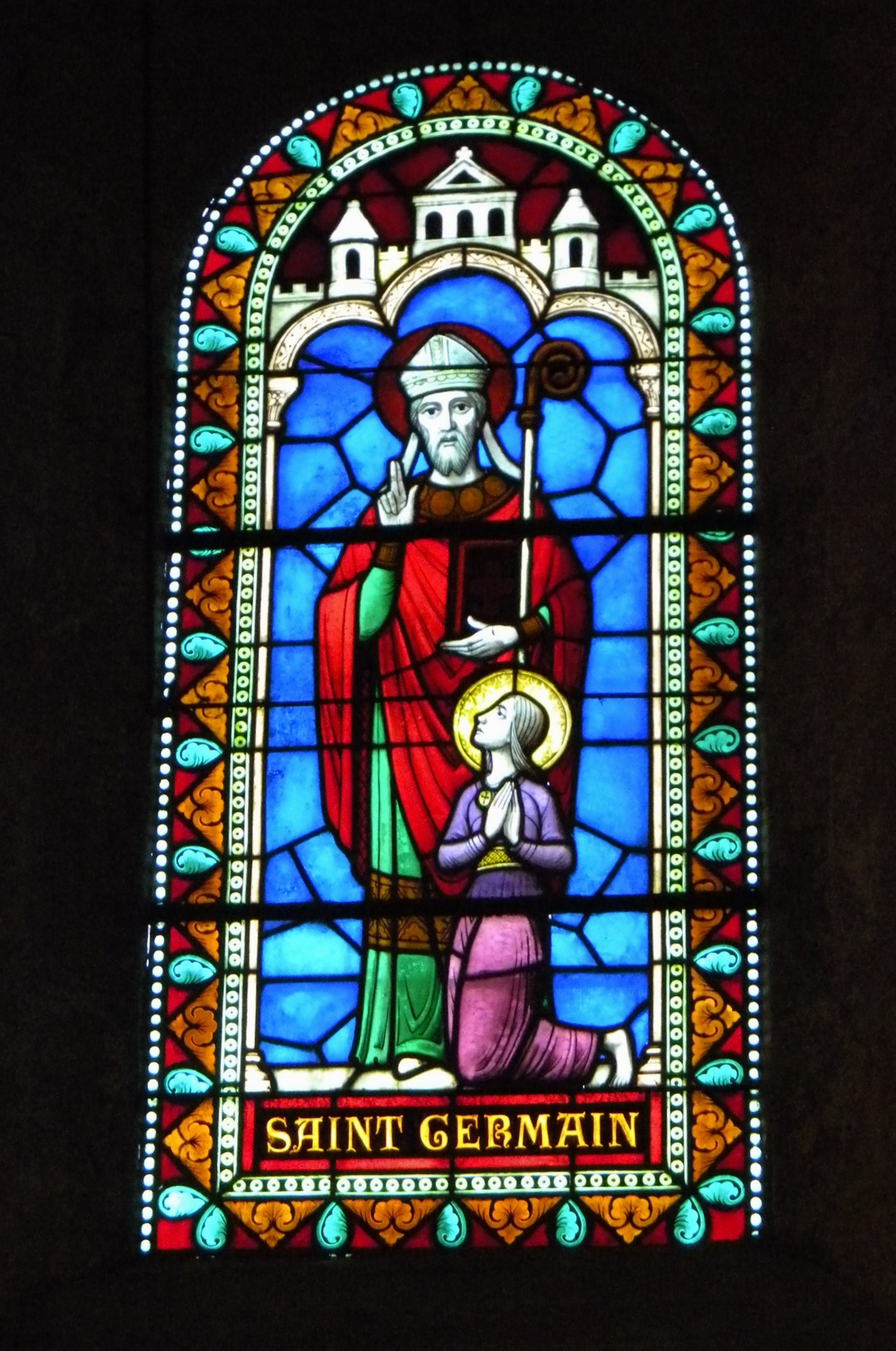
Vitrail figurant saint Germain d'Auxerre.

L'église est placée sous le double vocable de saint Germain, évêque d'Auxerre, et de saint Benoît.

"Saint Germain d'Auxerre s'impose comme le grand évêque gaulois du Ve siècle" ; Le vitrail reproduit ci-dissous illustre un épisode de la vie de Saint-Germain : à la fois gouverneur au nom de l'empire romain finissant et évêque d'Auxerre,  c'est à ce titre qu'il traverse deux fois la Manche, à la tête d'une armée, pour aller en Angleterre combattre l'hérésie. C'est au début de sa première expédition, alors qu'il descend la Seine, qu'il rencontre sur la rive (qui est aujourd'hui Nanterre) une petite fille âgée de dix ans, qui deviendra sainte Geneviève, il la consacre à Dieu"

Quant à Saint Benoît (480-543) il est le fondateur de l'ordre des Bénédictins et a largement inspiré le monachisme occidental ultérieur. L'ordre de Cluny (ou ordre clunisien, qui eut une influence sur tout le Brionnais est un ordre monastique de Église catholique créé au Xe siècle. Cet ordre suivait la règle de Saint-Benoît. 

## Architecture
L'église possède une façade occidentale tripartite dont la partie centrale est percée d'un portail en arc légèrement brisé, surmonté d'un oculus.
La partie droite de cette façade est masquée par un puissant clocher carré de trois niveaux terminé par une flèche.
Le premier étage du clocher, en léger retrait par rapport au rez-de-chaussée est soutenue aux angles par des contreforts, tandis que le dernier étage est percé de baies cintrées géminées à colonnettes.
L'intérieur de église comporte une nef centrale voûtée en berceau de plein cintre, qui débouche directement sur l'abside et deux absidioles.
L'église abrite un débeurdinoir (débeurdinoir vient de beurdin, en patois local « bête ») : autel de pierre percé d'un trou pour passer la tête, destiné à soigner la bêtise humaine.

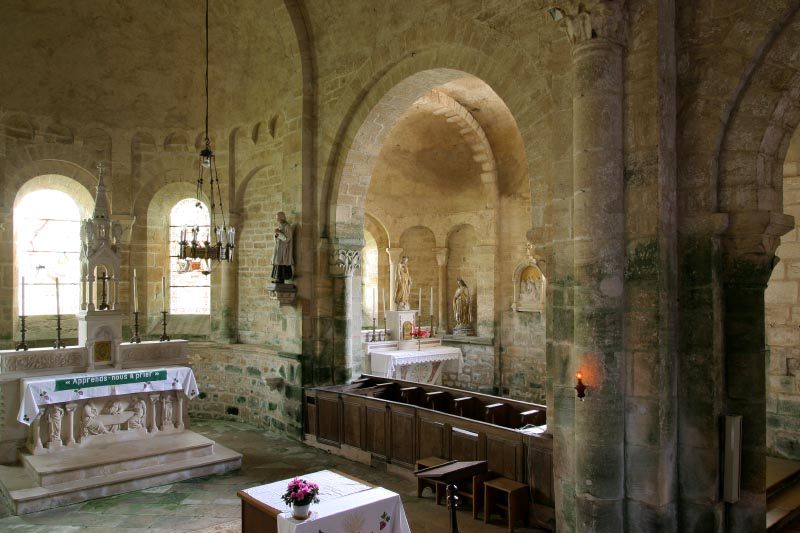
Vue du chœur.

## Gisant de Sybille de Luzy
La note que l'on voit sur la photo ci-dessous décrit la sculpture et donne des éléments de biographie de Sybille de Luzy :

"Tombeau de Sybille de Luzy

Le tombeau de Sybille de Luzy, dame de Dyo et de Sizy, morte en 1298, a été classé au nombre des monuments historiques en 1903.

L'attitude de Sybille est celle de la prière. Au pied de la statue est couché le fidèle lévrier, tondu jusqu'aux épaules. La tête du lévrier a été mutilée.

Sibylle de Luzy, dame de Dyo et de Sigy, mourut en 1298 et voulut reposer au milieu du sanctuaire élevé par sa famille.
Une contestation s'éleva entre elle et le prieur de Perrecy, en 1274, pour la Haute justice, qui fut adjugée à la dame de Nuits, épouse de Jean de Dyo.

Plusieurs dalles portaient, encore au commencement du siècle dernier, des inscriptions des 13e et 14e siècles attestant la sépulture des dames de Dyo, mais tout a disparu quand on a voulu exhausser le dallage de l'église."

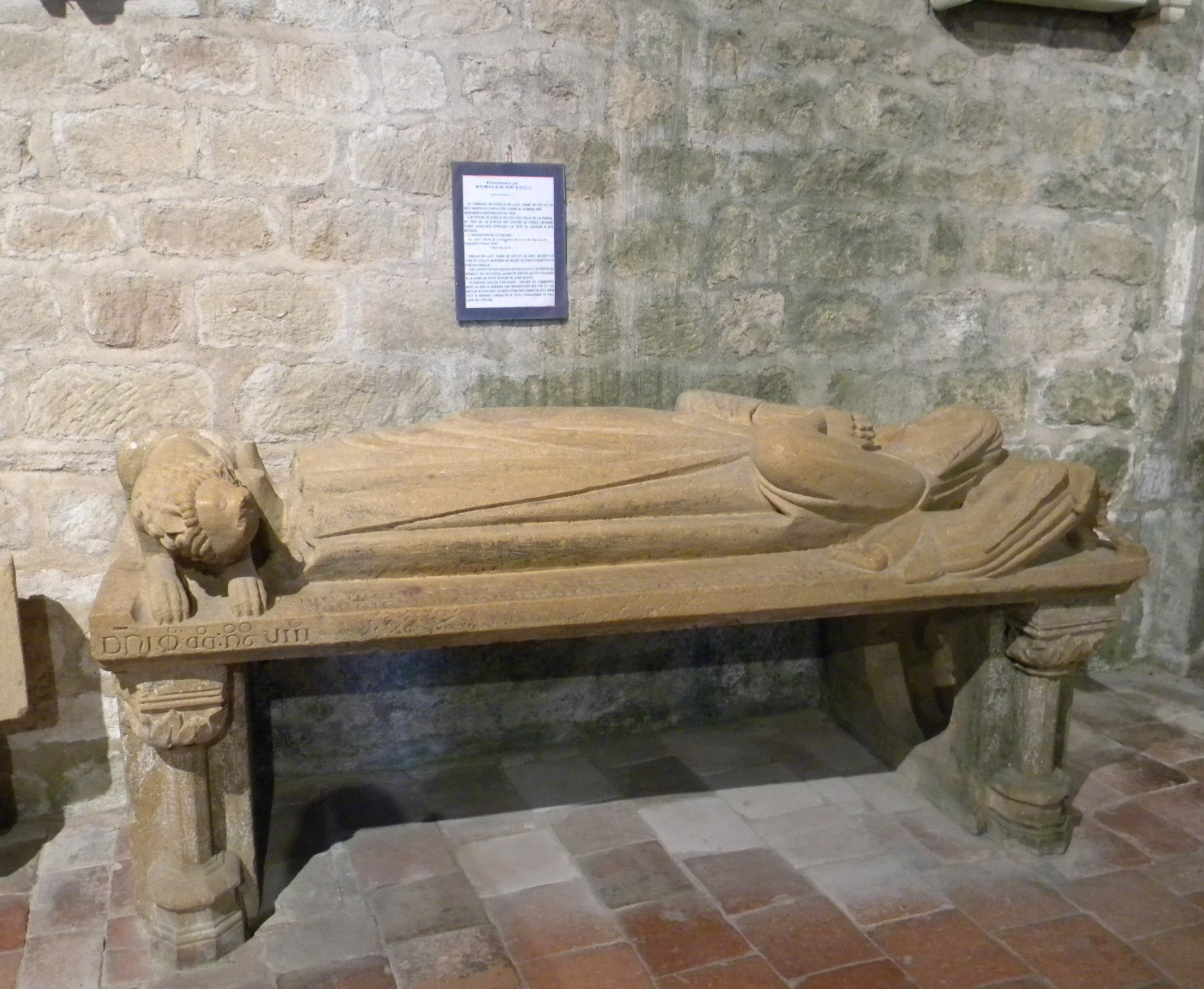
Gisant de Sibylle de Luzy

Une épitaphe est gravée sur le tombeau :  "Ci-git Sibylle de Luzy, dame de Dyo et de Signy. Que mon âme repose en paix, amen. L'an du Seigneur 1298."(traduction)

Mme Orcel, dans la fiche de repérage qu'elle établit en 1971, déposée aux archives départementales de Saône-et-Loire décrit la sculpture de Sybille : "le visage de la dame, aux traits accusés, aux pommettes marquées, avec deux commissures profondes aux coins des lèvres, est celui d'une femme déjà âgée, le nez et les lèvres sont malheureusement mutilés. Les détails du costume sont intacts : voile court sur la tête, visage  enveloppé d'une tennière. Le corps est drapé dans une cape qui laisse deviner les manches boutonnées d'une robe et d'une tunique passé par-dessus…".